# Supercell (ゲーム会社)
Supercell（スーパーセル）は2010年5月にフィンランドのヘルシンキで設立されたモバイルゲーム開発会社である 。CEOはイルッカ・パーナネン。

## 概要
2010年にSupercellが設立された。同社は急速な成長を遂げたため、東京、上海、サンフランシスコ、ソウルにオフィスを開設した。
初作品は「Gunshine.net」。2011年にモバイル端末向けゲームの開発を開始し、日本では主にクラッシュ・オブ・クラン、ヘイ・デイ、ブーム・ビーチ、クラッシュ・ロワイヤル、ブロスタ、スクワッドバスターズ、mo.coをリリースしている。
2014年ソチオリンピック・2016年リオデジャネイロオリンピック・2018年平昌オリンピックの間まで、民間放送各局におけるオリンピック中継（一部競技）の提供スポンサーとしており、大会直前からスポットCMの解禁も並行していた。国内大会である2020年東京オリンピックは大会そのもののスポンサーにおける力が民間放送各局における中継番組に押し寄せるほど圧倒的に強いこともあって提供枠を確保出来ず、これを機にスポンサー活動を取り止め、2022年北京オリンピック以降も含めて提供そのものを行われなくなった。

## 沿革

### 創業
Supercellの創設者であるイルッカ・パーナネンとミッコ・コディソヤはスメアというモバイルゲーム会社で働いていた。コディソヤは1999年にスメアを共同設立しパーナネンは2000年に同社のCEOとして雇われた。2003年にスメアは120万ユーロの利益を上げたが翌年、アメリカのデジタル・チョコレートはスメアを買収し同社をフィンランドの本社に、パーナネンをヨーロッパのマネージャーにした。同社のクリエイティブディレクターであるコディソヤは2010年に直後にパーナネンも退職した。
パーナネンはライフラインベンチャーズに転職したがパーナネン自身は幹部がゲーム開発者の仕事を妨げないゲーム会社を作りたかった。仕事でお互いを知っていたパーナネン、コディソヤ、ペトリ・ストルマン、ラッシ・レッピネン、ビサ・フォルステンとニコ・デロメによって2010年にSupercellが設立された。
パーナネンとコディソヤは同社に25万ユーロを投資した。Supercellが開発し始めた最初のゲームは、ブラウザまたはモバイルプラットフォームを使用してFacebookでプレイできる大規模なマルチプレイヤーオンラインゲーム『Gunshine』である。ゲームのベータ版は8ヶ月で完成した。

### 戦略の変更
2011年11月、Supercellは3つの理由で『Gunshine』を終了した。理由はプレイヤーが十分に興味を持っていなかった、操作が難しすぎた、モバイルバージョンがブラウザバージョンと同じように機能しなかったためである。 このゲームには約50万人のプレイヤーがいた。SupercellはジンガのFacebookプラットフォームでのゲームにおける市場でのリーダーシップは克服できないと考え、iPadゲームに集中することを決定し、開発中のFacebookゲームを中止した。方向転換によるSupercellの投資家の懸念を和らげるために、パーナネンは進捗レポートの詳細を増やした。さらに同年、ベンチャーキャピタルのアクセル・パートナーズより1,200万ドルの出資をうけた。
同社は同時に5つのゲームを開発し、最初に公開テスト用にリリースされたのは、『Pets vs Orcs』である。その後リリースが中止された。2012年5月にヘイ・デイが公開され、Supercellの最初の国際的にリリースされたゲームになった。
フリーミアムゲームのクラッシュ・オブ・クランとヘイ・デイは2013年には1日で240万ドルの収益をあげた。一方で「Battle Buddies」は高い評価を得ていたにもかかわらず、収益化がうまくいかず市場から取り下げられた。
ロシアによるウクライナ侵攻の影響を受け、2022年3月4日にSupercellはロシア、ベラルーシ市場から撤退し、全ての同社開発のアプリゲームがロシアとベラルーシのGoogle PlayおよびApp Storeでダウンロードできなくなることを発表した。

### 所有権
2013年10月、ガンホー・オンライン・エンターテイメントとその親会社のソフトバンク(現・ソフトバンクグループ)が株式の51%を15.3億ドルで取得したと発表した。しかし、2016年6月21日、ソフトバンクグループは子会社が持つすべてのスーパーセルの株式を、中国のテンセントに約73億ドルで売却することで合意したと発表した。株式譲渡日は、2016年7月29日。

### 特許権侵害問題
2018年1月23日に『クラッシュ・オブ・クラン』のレイアウトエディットを削除すると発表した。Supercellによるとグリー株式会社からアプリで実装されている機能に関して特許権侵害の仮処分命令申し立てが2017年5月18日、同月25日、7月13日、同月27日に提起され「現在係争中」としている。Supercell側は「特許権侵害の事実はないと確信しております」とし解決するまでは機能を削除するとしている。2016年9月にグリー側はSupercellに話し合いでの解決を提案したものの拒否され、やむなく一部の特許に対し使用差し止めの仮処分を東京地方裁判所に申し立て、損害賠償請求も順次提訴してきたとしている。2019年2月12日、グリーがSupercellに両社間で和解が成立し、訴訟が終了したと発表した。

## 歴代作品

### 主なゲーム
|   | 作品名                   | リリース日     |
| - | ------------------------ | -------------- |
| 1 | クラッシュ・オブ・クラン | 2013年9月30日  |
| 2 | ヘイ・デイ               | 2013年11月13日 |
| 3 | ブーム・ビーチ           | 2014年6月18日  |
| 4 | クラッシュ・ロワイヤル   | 2016年3月1日   |
| 5 | ブロスタ                 | 2018年12月12日 |
| 6 | スクワッド・バスターズ   | 2024年5月29日  |

### 全ゲーム
| Gunshine.net (later known as Zombies Online) | 2011                    | |  |  |
| Pets vs Orcs                                 | 2012                    | |  |  |
| Battle Buddies                               | 2012                    | |  |  |
| Hay Day                                      | 2012                    | |  |  |
| Clash of Clans                               | 2012 and 2013 (android) | |  |  |
| Boom Beach                                   | 2014                    | 2014年、iOSとAndroid向けにブーム・ビーチをリリースした。                                                    |  |  |
| Spooky Pop                                   | 2014                    | |  |  |
| Smash Land                                   | 2015                    | |  |  |
| Clash Royale                                 | 2016                    | 2016年3月、iOSとAndroid向けにクラッシュ・ロワイヤルを全世界同時リリースした。                               |  |  |
| Brawl Stars                                  | 2018                    | 2018年12月、iOSとAndroid向けにブロスタをリリースした。                                                      |  |  |
| Rush Wars                                    | 2019                    | 2019年8月26日にiOSとAndroid向けにラッシュ・ウォーズをリリースした。しかし同年11月30日にサービスを終了した。 |  |  |
| Hay Day Pop                                  | 2020                    | |  |  |
| Clash Quest                                  | 2021                    | |  |  |
| Everdale                                     | 2021                    | |  |  |
| Clash Mini                                   | 2021                    | |  |  |
| Squad Busters                                | 2024                    | |  |  |
| mo.co                                        | 2025                    | |  |  |